# Monospar ST-4

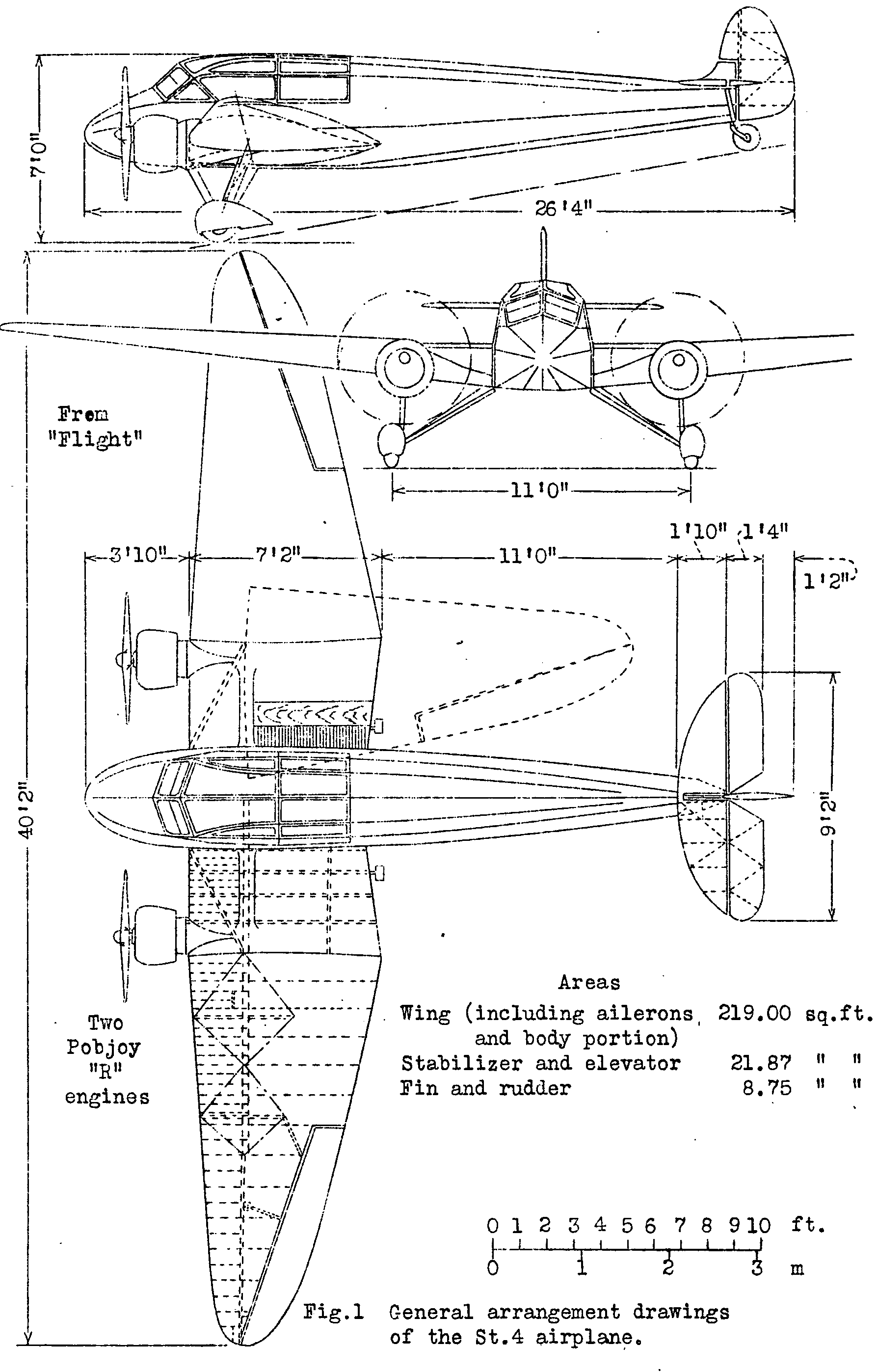
Desenho técnico do Monospar ST-4

O Monospar ST-4 foi uma das primeiras aeronaves adquiridas pela Viação Aérea São Paulo (VASP) durante o início das suas operações. Desenvolvido pela General Aircraft Limited (GAL) na Inglaterra, o Monospar ST-4 foi projetado nos anos 1930, destacando-se pelo seu design inovador, que utilizava uma estrutura monoplana com fuselagem em duralumínio, proporcionando resistência e leveza.

## História
Fundada em 1933, a VASP adquiriu o Monospar ST-4 para iniciar suas operações regionais no estado de São Paulo. A aeronave, com capacidade para quatro passageiros, era equipada com dois motores radiais Pobjoy R de 85 hp, alcançando uma velocidade máxima de aproximadamente 225 km/h e uma autonomia de cerca de 869 km. Sua construção leve e a eficiência de combustível tornaram-no ideal para as rotas regionais que a VASP buscava estabelecer no início de sua atuação.

### Importância para a Aviação Brasileira
O Monospar ST-4 foi uma das primeiras aeronaves a contribuir para o desenvolvimento das rotas aéreas comerciais no Brasil, facilitando o transporte entre cidades do interior e São Paulo. Este modelo ajudou a consolidar a VASP como uma das principais companhias aéreas brasileiras ao longo das décadas seguintes. A introdução do Monospar ST-4 marcou o início de uma fase de modernização do transporte aéreo no país.

### Fim de Operações
À medida que a VASP expandiu sua frota e o mercado brasileiro de aviação evoluiu, o Monospar ST-4 foi gradualmente substituído por aeronaves de maior capacidade e alcance, como o Douglas DC-3. No entanto, seu papel na aviação comercial inicial brasileira é amplamente reconhecido.

## Características Técnicas
| Característica    | Detalhe                                  |
| ----------------- | ---------------------------------------- |
| Tipo              | Aeronave monoplana leve de transporte    |
| Fabricante        | General Aircraft Limited                 |
| Capacidade        | 4 passageiros                            |
| Propulsão         | 2 motores radiais Pobjoy R de 85 hp cada |
| Velocidade máxima | 225 km/h                                 |
| Autonomia de voo  | 869 km                                   |
| Estrutura         | Asa monotubular em duralumínio           |